# Viktor Ivanovič Zinčuk

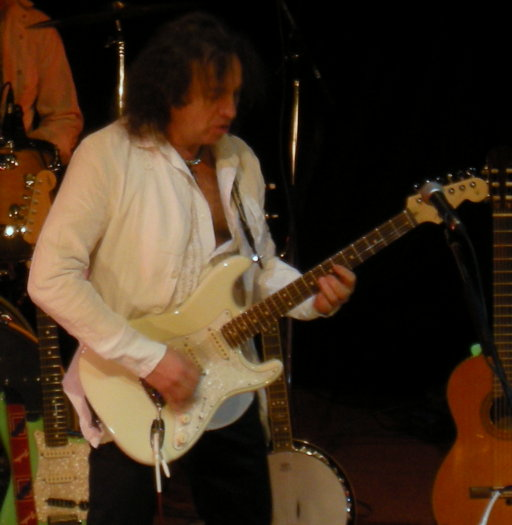
Viktor Zinčuk

Viktor Ivanovič Zinčuk in russo Виктор Иванович Зинчук? (Mosca, 8 aprile 1958) è un chitarrista e compositore russo.

## Biografia
La sua passione per la chitarra lo ha portato a studiare lo strumento professionalmente fin da giovane. È anche compositore, molte delle composizioni infatti sono presenti nei suoi album a fianco di famose opere classiche interpretate in maniera più vicina al rock moderno.
Suona diversi tipi di chitarra, da quella classica a quella elettrica e in alcuni casi anche il mandolino.
È anche entrato nel Guinness dei primati come "Il chitarrista più veloce del mondo" riuscendo a suonare 20 note in un secondo.

## Discografia
- Neoclassica (1997).
- Odinokiy V Nochi (1999).
- Neolirika (2000).
- Amadeus No. 146 (2002).
- Dvenadtzat Gitar Magistra (2005).